# Grup Sardanista Maig
El Grup Sardanista Maig, anteriorment anomenada Colla Sardanista Maig, es va fundar l'any 1965 al barri de Sant Andreu. Després de passar uns anys a la Cooperativa la Lleialtat del barri de Gràcia, ara té la seu al districte on va néixer, concretament a la Societat Cultural i Esportiva la Lira, de la qual és una secció.
El grup és format per quatre colles organitzades per edats: la Xamosa, per als nens entre cinc i onze anys; la Xàldiga, on ballen els joves fins a divuit anys; la Maig, que és la colla principal amb membres adults; i els Dansaires de Maig, colla creada inicialment per a joves, però que des del 1999 és la veterana del grup, amb membres de més de quaranta anys. Durant uns quants anys va funcionar també la colla Xiroia, fundada el 1982 amb els germans petits dels components del Grup Sardanista Maig i amb més nens del barri de Sant Andreu.
El grup ha participat en moltes competicions i hi ha obtingut resultats destacats: la tercera posició en diversos campionats de Catalunya de lluïment i també i la segona i tercera posicions en el campionat de punts lliures.
A banda les competicions, el Grup Sardanista Maig ha participat en més esdeveniments, com ara la inauguració dels Jocs Olímpics de Barcelona, l'enregistrament d'un programa sobre sardanes per a una televisió de Corea del Sud, partits del Trofeu Joan Gamper del FC Barcelona, partits de la selecció catalana de futbol, el Festival de la Dansa de Basilea o el Festival Internacional Total Festum de Montpeller. L'any 2005 va enregistrar un disc amb la cobla Marinada per commemorar el quarantè aniversari del grup.